# БИМАЛ група
Бимал група, са седиштем у Брчком, Босна и Херцеговина, је произвођач јестивих уља и других производа од уљарица у региону Западног Балкана. Група производи 250.000 тона производа годишње, укључујући јестива биљна уља, сачме од уљарица, лецитин и масне киселине.

## Историја
Компанија је део Студен Холдинга, преко којег је у стратешком партнерству са аустријском компанијом VFI (Vereinigte Fettwarenindustrie) од 2002. године, када су заједнички преузели фабрику Бимал у Брчком.

## Брендови и производи
Пословна група обухвата две фабрике, Бимал у Брчком и Бимал СУНЦЕ у Сомбору, компаније Бимал Трејдинг и Бимал Инвест у Београду, Бимал Агри у Бечеју, Институт за развој и унапређење пољопривредне производње – ИРУП и компанију Житопромет у Брчком. Бимал је 2021. године преузео и фабрику сточне хране Бечејка у Бечеју. 
У фабрикама у Брчком и Сомбору, група производи јестива уља од сунцокрета, соје и уљане репице. Брендови под којима пласира своја уља су Бимал, Бимал ФИНО, Бимал Омега, Сунце, Солиа, Сани, Шеф кухиње и Agragold уље. 
Бимал група има пословну мрежу, а извозна тржишта покривају више од 80% продатих производа. Купци су на Западном Балкану, у Европској унији, на Блиском и Далеком истоку и другим тржиштима у развоју снабдевају се производима Бимал групе.

## Спољни линкови
- Званична веб страница Бимал групе
- Сајт бренда Bimal oil